# 阿當斯冰川
78°7′S 163°38′E / 78.117°S 163.633°E
阿當斯冰川（英語：Adams Glacier）是南極洲的冰川，位於維多利亞地，處於米亞斯冰川以南，兩道冰川在距離米亞斯湖1.6公里處匯流，以英國探險隊上尉命名。